# العلاج عبر المغامرات

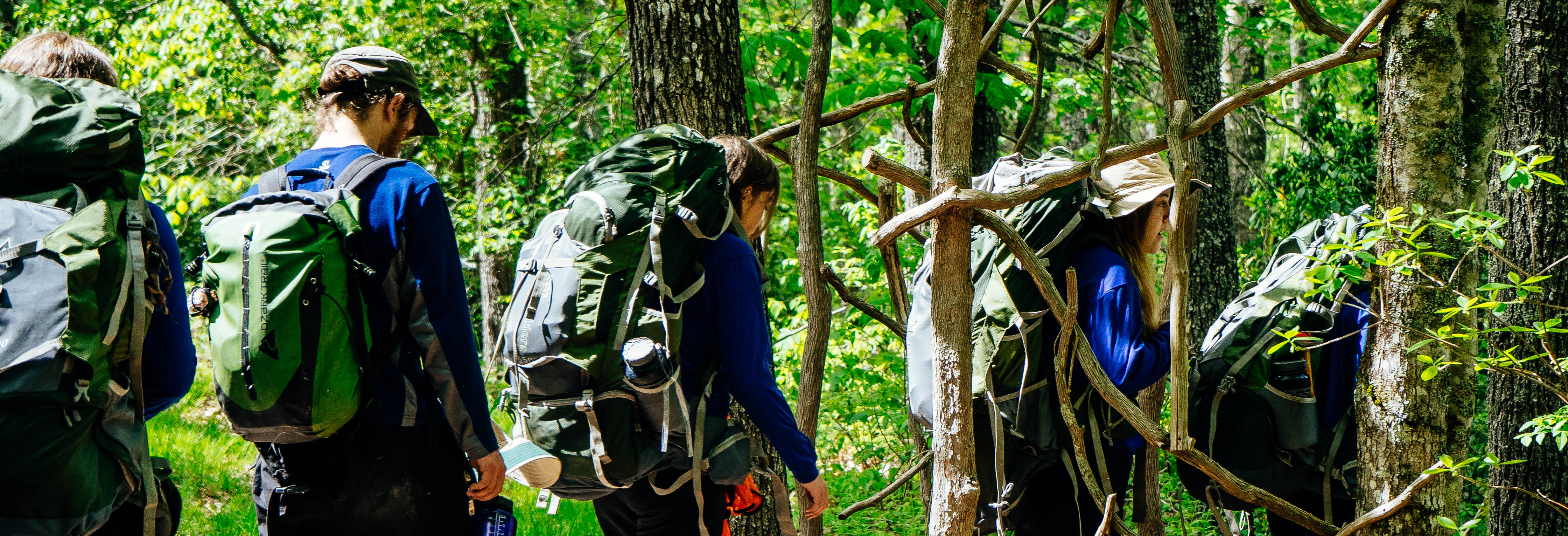

برز العلاج عبر المغامرات، كشكلٍ متميّز ومنفصل من أشكال العلاج النفسي، منذ ستينيات القرن العشرين. ساهمت العوامل المؤثّرة من مجموعة متنوّعة من النظريات التعليمية والنفسية من خلال الدمج النظري المعقد في العلاج عن طريق المغامرات. تشير الفلسفة الأساسية إلى حدٍّ كبير إلى التعليم التجريبي. تشير الأبحاث الحالية في العلاج عن طريق المغامرات إلى نتائج إيجابية في تحسين مفهوم الذات وتقدير الذات على نحوٍ فعّال، والمساعدة في السعي إلى إحسان التصرّف وزيادة المساعدة المتبادلة والسلوك الموالي للمجتمع واتّباع السلوك الواثق وغير ذلك. على الرغم من وجود أدلّة بحثية عديدة ومتنامية تشير إلى نتائج إيجابية، هناك بعض الخلاف حول العملية الأساسية التي تأتي بهذه النتائج الإيجابية.

## التعريف
استُخدم العديد من المصطلحات المختلفة لتعريف طرق العلاج المتنوعة في البيئة البرية. عمل إويرت ومكورميك وفويت على التمييز بين العلاج عن طريق المغامرات والعلاج البري والعلاج التجريبي الخارجي. وفقًا لهم، يستخدم العلاج عن طريق المغامرات الأنشطة في الهواء الطلق التي تنطوي على المخاطرة والتحدّي البدني والعاطفي. يشير العلاج البري عادةً إلى استخدام الأساليب البدائية في سياقات البرية التي تتطلّب التكيّف أو القدرة على التصدّي. العلاج التجريبي في الهواء الطلق هو العلاج الذي يجري في الهواء الطلق لتعزيز «إعادة التأهيل والنمو والتنمية وتعزيز الرفاه الجسدي والاجتماعي والنفسي للفرد من خلال تطبيق الأنشطة المنظّمة من خلال التجربة المباشرة». هذا الأخير قد يكون جزءًا من برنامج العلاج السكنية. في الآونة الأخيرة، تطوّر العلاج عن طريق المغامرات ليشمل استخدام أنشطة المغامرة التي يدعمها العلاج التقليدي. غالبًا ما يجري العلاج بالمغامرات ضمن سياقٍ جماعي أو عائلي، رغم أن العلاج بالمغامرات أصبح يُستخدم استخدامًا متزايدًا مع الأفراد. يتعامل العلاج بالمغامرات مع العلاج النفسي من خلال التجربة والعمل داخل الألعاب التعاونية وأنشطة الثقة ومبادرات حل المشكلات والمغامرة المشوّقة والمطاردات في الهواء الطلق والبعثات البرية. يعتقد البعض أنه في العلاج بالمغامرات يجب أن يكون هناك خطر نفسي أو جسدي حقيقي أو متصوّر يُولّد مستوىً من التحدّي أو المخاطرة المتصورّة. يمكن اعتبار التحدّي مهمًا في استخلاص التغييرات السلوكية المرغوبة. يمكن أن تحدث تغييرات السلوك الإيجابية، والتي تُعتبر مرادفةً للشفاء النفسي، من خلال مجموعة متنوّعة من العمليات. على سبيل المثال، من خلال استخدام التجربة غير المباشرة والإقناع اللفظي وتجارب الإتقان الواضح، يمكن زيادة فعالية المشاركين في نشاط المغامرة. ويمكن بعد ذلك تعميم هذه الزيادات على نتائج العلاج داخل وعبر مجالات الحياة. يمكن استخدام خمسة عوامل لتعزيز تعميم الفعالية عبر المجالات: تجارب الإتقان الواضحة، وتحديد المهارات الفرعية المماثلة، وتنمية المهارات الفرعية، وإعادة الهيكلة المعرفية لمعتقدات الفعالية، وتعميم المهارات الفرعية. يوفّر استخلاص المعلومات أو معالجتها سياقًا لتنفيذ التقنيات العلاجية المتعلقة بالنتائج المرجوّة. يتضمن عادةً نقاشًا يقود فيه الميسّرون نقاشًا لمساعدة المشاركين على استيعاب التجربة وربطها بالأهداف العلاجية.
يشمل العلاج بالمغامرات تقنيات وبيئات مختلفة. وتشمل هذه التقنيات والبيئات الألعاب التعاونية، ومبادرات حل المشكلات، وأنشطة بناء الثقة، والمغامرة المشوّقة (تسلق الصخور والهبوط باستخدام الحبال، دورات الحبال، صعود القمم)؛ والبعثات البرية (التنزّه، التجديف، زلاجات الكلاب، الإبحار، إلخ). تعدّ العلاجات البرية، والعلاج القائم على المغامرة، والتخييم السكني طويل الأجل هم أكثر أشكال العلاج بالمغامرة شيوعًا.

## التاريخ
يمكن تقفّي تاريخ استخدام المغامرة كجزء من عملية الشفاء في العديد من الثقافات بما في ذلك التقاليد الأمريكية الأصلية واليهودية والمسيحية. ظهرت خيمة العلاج في أوائل القرن العشرين. خرّج هذا العلاج بعض المرضى الذين كانوا يعانون من أمراضٍ نفسية من المستشفيات ووضعهم في الخيام في حديقة المستشفى. أظهر العديد من المرضى تحسّنًا بعد الخضوع لهذا العلاج الذي دفع إلى إجراء سلسلةٍ من الدراسات، والتي فشلت في تقديم أدلّة كافية لدعم الفعالية. استمرّت الدراسات المتعلقة بهذا العلاج ما يقرب العشرين عام، ثم توقّفت كليًّا.
في أواخر ثلاثينيات القرن العشرين، عاود هذا النهج الظهور بالدرجة الأولى كبرامج تخييم مصمّمة للشباب المضطرب. أثّرت هذه الحقبة على الاستخدام الحالي للعلاج عن طريق المغامرة لدى المراهقين ومداها. استخدمت صيغة هذه البرامج المراقبة والتشخيص والعلاج النفسي. أحد أوائل هذه البرامج كان سيلزمانشيب كامب كلاب، ويقع مقرّه في مدينة دالاس في ولاية تكساس وأسسه كامبل لوغميلر في عام 1946. نصّت فلسفته باستخدام المغامرة في العلاج نظرية أن «تصوّر الخطر والعواقب الطبيعية العاجلة عن [عدم] التعاون من جانب [المشاركين] ... [بعد مواجهة الخطر] يبنى احترام الذات، بينما تعلّمهم العواقب الطبيعية الحاجة الحقيقية للتعاون». أنارت هذه الأفكار بعض برامج العلاج عن طريق المغامرة.
شهدت هذه الفترة أيضًا إنشاء كورت هان برنامج آوتورد باوند في أربعينيات القرن العشرين. كان برنامج آوتورد باوند ردًّا مباشرًا على لورنس هولت، المالك الجزئي لشركة بلو فانل للشحن، الذي كان يبحث عن برنامجٍ تدريبي للبحارة الشباب الذين بدا أنهم فقدوا الثبات والمثابرة اللازمين للبقاء على قيد الحياة أمام قسوة الحرب وتحطّم السفن، على عكس البحارة  البالغين الذين، بسبب تجاربهم التكوينية خلال الإبحار في السفن الشراعية، كانوا أكثر عرضة للبقاء على قيد الحياة. بهذه الطريقة كانت آوتورد باوند تشارك في شكل من أشكال العلاج بالمغامرة -عند عدم توفّر المثابرة- من خلال استخدام التدريب على المغامرات الصعبة.
في ستينيات القرن العشرين، جاءت آوتورد باوند إلى الولايات المتحدة من خلال مدرسة آوتورد باوند في كولورادو، وبدأ يستخدم برنامج آوتورد باوند في كولورادو وفي المدارس الأخرى بسرعة كعمل تجربة مساعدة مع الشباب والكبار المحكوم عليهم (أحد أوائل البرامج في عام 1964 التي عرضت على السجناء المفرج عنهم حديثًا وظيفة في كورز بريويري، وأكملوا دورة مدّتها 23 يومًا. في أواخر سبعينيات القرن العشرين، طوّرت كولورادو آوتوارد باوند مشروع الصّحة العقلية، وقدّمت دورات للبالغين الذين يتعاملون مع تعاطي المخدرات، والأمراض العقلية، والناجين من الاعتداء الجنسي وغيرها من القضايا. في عام 1980، كتب ستيفن بيكون حلقة دراسية عن العلاج عن طريق المغامرات بعنوان «الاستخدام الواعي في للتعبير المجازي في آوتورد باوند» والتي ربطت عمل ميلتون إريكسون وكارل يانغ بعملية آوتورد باوند.
عمل مشروع آدفنتشر على ملاءمة فلسفة آوتورد باوند مع البيئات المدرسية وأنشطة دورة الحبال المستخدمة في مدرسة كولورادو آوت باوند لاستخدامها في المدارس. برز مشروع آدفنتشر في مدرسة هاميلتون وينهام الثانوية في ماساتشوستس في عام 1972 تحت إدارة مدير يدعى جيري بيه، ابن روبرت بيه مؤسّس مدرسة مينيسوتا أوتوارد باوند. غالبًا ما تُستخدم برامج مشروع آدفنتشر كجزءٍ من المنهج الصحي في برامج التربية البدنية.
في نهاية المطاف، بدأ كلٌّ من بول رادكليف، وهو ميسّرٌ تدرب على مشروع آدفنشر وعالم نفساني في المدرسة، وماري سميث، وهي موظّفة في مشروع آدفنشر بالإضافة إلى كونها أخصائية اجتماعية من مستشفى أديسون جيلبرت، مجموعة عيادات خارجية أسبوعية لمدة ساعتين. في النهاية، جرى دمج هذا النموذج في الخدمات النفسية المدرسية وكان يطلق عليه اسم «مجموعة أنشطة التعلّم». نما هذا لاحقًا إلى «الإرشاد عن طريق المغامرات» (ABC)، وهو مصطلح خاص بمشروع آدفنشر الذي يعكس الاستخدام العلاجي لأنشطة المغامرة.